# Btissam Lakhouad
Btissam Lakhouad (née le 7 décembre 1980 à Khouribga) est une athlète marocaine spécialiste du 1 500 mètres.

## Carrière
Sélectionnée dans l'équipe du Maroc lors des Jeux olympiques de 2008, Btissam Lakhouad remporte sa série du 1 500 m avant de se classer douzième et dernière de la finale. Deuxième des Jeux méditerranéens 2009 derrière l'Italienne Elisa Cusma, elle est éliminée en demi-finale des Championnats du monde de Berlin.
En 2010, Btissam Lakhouad termine deuxième du meeting de Lausanne derrière l'Éthiopienne Gelete Burka, mais établit avec le temps de 3 min 59 s 35 un nouveau record du Maroc. Le 30 juillet, elle remporte la médaille de bronze du 1 500 m lors des Championnats d'Afrique de Nairobi, s'inclinant face à Nancy Lagat et Gelete Burka.

## Palmarès
| Date | Compétition             | Lieu     | Résultat | Épreuve | Temps         |
| ---- | ----------------------- | -------- | -------- | ------- | ------------- |
| 2009 | Championnats panarabes  | Damas    | 2e       | 1 500 m | 4 min 15 s 24 |
| 2009 | Jeux méditerranéens     | Pescara  | 2e       | 1 500 m | 4 min 12 s 07 |
| 2009 | Jeux de la Francophonie | Beyrouth | 1re      | 1 500 m | 4 min 21 s 39 |

## Records personnels
- 1 500 m : 3 min 59 s 35 (2010)
- Mile : 4 min 25 s 35 (2007)